# Římskokatolická farnost Krbice
Římskokatolická farnost Krbice (lat. Koerbicium) je zaniklá církevní správní jednotka sdružující římské katolíky v Krbicích a okolí. Organizačně spadala do krušnohorského vikariátu, který je jedním z deseti vikariátů litoměřické diecéze.

## Historie farnosti
Již od roku 1361 byla v místě farnost. Matriky jsou vedeny od roku 1700. Roku 1747 byla farnost kanonicky znovuzřízena.
Farnost existovala do 31. prosince 2012 jako součást chomutovského farního obvodu. Od 1. ledna 2013 zanikla sloučením do farnosti-děkanství Chomutov.

### Duchovní správcové vedoucí farnost
Začátek působnosti jmenovaného v duchovní správě farnosti od:
- 1361   Nicolaus
- 1747   Josephus Urban
- 1757   Guilelmus von Berg
- 1762   Joannes Nep. Schulz
- 1768   Caspar Strake
- 1774   Joannes Fuchs
- 1777   Ignatius Hütter
- 1803   Wenc. Schram
- 1810   Jos. Weiss, n. 11. 2. 1769 Retschicens., o. 12. 9. 1802, † 14. 6. 1852
- 1818   Jos. Teiser, n. 25. 1. 1783 Komotau, o. 8. 9. 1805, † 27. 4. 1842
- 1824   Car. Tschochner, n. 3. 3. 1792 Schoenhofens., o. 15. 8. 1816, † 9. 6. 1836
- 1836   Anton. Glaser, n. 10. 10. 1796 Caaden, o. 24. 8. 1824
- 1852   par. vacat, admin. inter. Andr. Pleyer
- 1852   Franc. Schröpl, n. 5. 11. 1818 Trauschkowitz, o. 25. 7. 1843, † 25. 9. 1869
- 1870   par. vacat, admin. int. Anton. Kunz
- 1871   Jos. Siegl, n. 15. 2. 1814 Saaz, o. 3. 8. 1838, † 29. 3. 1885
- 1885   Ferd. Wrba, n. 9. 9. 1843 Kommotau, o. 29. 6. 1866, † 8. 1. 1907
- 1908   Anton. Weber, n. 5. 11. 1859 Brandau, o. 11. 5. 1884, † 3. 9. 1934
- 1913   par. vacat, admin. interc. Wenc. Schindler
- 1916   Alois. Sauberer, n. 16. 6. 1870 Wien-Meidling, o. 19. 7. 1898, † 11. 9. 1917
- 1917   par. vacat, admin. exc. Carol. Müller
- 1918   par. vacat, admin. interc. Jos. Bertl
- 1919   Franc. Jülka, n. 19. 9. 1885 Lobeditz, o. 17. 7. 1910, † 30. 3. 1953
- 1923   Jos. Massanz, n. 16. 2. 1883 Hagensdorf, o. 2. 7. 1916, † 10. 1. 1972
- 1928   par. vacat, admin. interc. Jos. Plescher
- 1931   par. vacat, admin. interc. Car. Müller
- 1932   Joann. Keil, n. 10. 3. 1900 Rumburg, o. 1. 7. 1923, † 12. 3. 1964
- 1935   Henricus Henke, n. 5. 8. 1899 Lindenau, o. 1. 7. 1923, † 25. 8. 1974
- 1. 8. 1939 - 31. 5. 1940 Franz Josef Richter, n. 30. 4. 1907 Lipová, o. 29. 6. 1931, † 17. 4. 1987 Brenná
- 1. 11. 1946 Oldřich Hodač
- 8. 11. 1946 Karel Seidl
- 12. 8. 1953   František Kolář
- 15. 11. 1959 Josef Jech
- 15. 6. 1958   Antonín Blaha
- 1. 2.  1969    Antonín Audy
- 1. 8.  1971   František Tomšík
- 1. 7.  1986    Jan Kozár
- 1. 1. 1992    Jiří Voleský
- 1. 8.  1994    Libor Švorčík
- 1. 9.  1995    Jan Kozár, admin. exc. z Chomutova
- 1. 2.  2004 – 31. 12. 2012 Alois Heger, admin. exc. z Chomutova[3]

Kromě kněží stojících v čele farnosti, působili ve farnosti v průběhu její historie i jiní kněží. Většinou pracovali jako farní vikáři, kaplani, katecheté, výpomocní duchovní aj.

## Území farnosti
Do farnosti náleželo území obcí:
- Černovice (Tschernowitz)[p 2]
- Krbice (Gross Körbitz)[p 2]
- Málkov (Malkau)[p 2]
- Zásada u Málkova (Sosau)[p 2]

## Římskokatolické sakrální stavby a místa kultu na území farnosti
| | Fotografie | Stavba               | Místo  | Bohoslužby                            | Zeměpisné souřadnice             | Status               |       |
| Kaple | Kaple      | Kaple                | Kaple  | Kaple                                 | Kaple                            | Kaple                | Kaple |
| --- | ---------- | -------------------- | ------ | ------------------------------------- | -------------------------------- | -------------------- | ----- |
| 1. |            | Kaple sv. Josefa     | Málkov | Pouť na sv. Josefa kolem 1. května    | 50°26′44″ s. š., 13°19′59″ v. d. | obecní kaple         |       |
| 2. |            | Kaple                | Lideň  | Pouť na sv. Floriána a na sv. Huberta |                                  | kaple                |       |
| Zaniklé sakrální stavby |            |                      |        |                                       |                                  |                      |       |
| 3. |            | Kostel Všech svatých | Krbice | nelze sloužit                         | 50°25′40″ s. š., 13°21′3″ v. d.  | zbořený farní kostel |       |
| Některé drobné sakrální stavby a pamětihodnosti lze dohledat zde v databázi Drobné sakrální památky Zaniklé sakrální stavby lze dohledat zde v databázi Poškozené a zničené kostely, kaple a synagogy v České republice |            |                      |        |                                       |                                  |                      |       |

Ve farnosti se mohou nacházet i další drobné sakrální stavby, místa římskokatolického kultu a pamětihodnosti, které neobsahuje tato tabulka.